# Bernd Rabehl

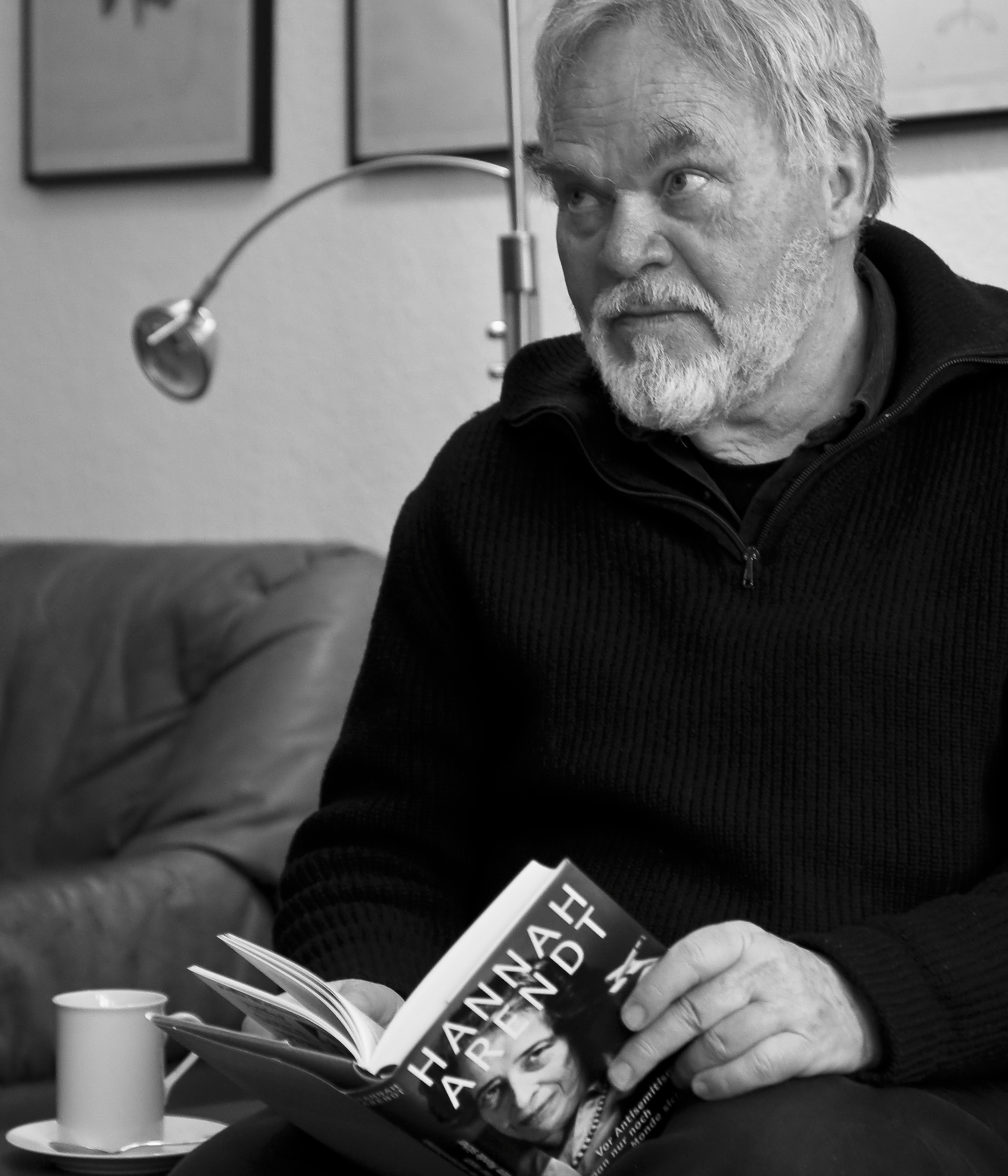
Bernd Rabehl (2009)

Bernd Rabehl (* 30. Juli 1938 in Rathenow) ist ein deutscher Soziologe und Autor und war eines der bekanntesten Mitglieder des Sozialistischen Deutschen Studentenbunds (SDS). Spätestens seit 1998 vertritt Rabehl nationalistische, später rechtsextreme Positionen.

## Leben
Über Kindheit und Jugend Bernd Rabehls in der Zeit des Nationalsozialismus und in der frühen DDR sind bislang kaum Quellen verfügbar. In dem selbstverfassten Biogramm zu seiner Dissertation Marx und Lenin (1973) erwähnt er die „antifaschistische Grundschule, die Mitgliedschaft in der FDJ, die Oberschule“ und die erzwungene „Tätigkeit als Hilfsarbeiter“ als prägend für seine Erziehung.
Seine Lebensgefährtin ist die Journalistin und Fotografin Bärbel C. Richter. Als Redakteurin und Gestalterin von Rabehls Blog beschreibt sie ihn:

„Bernd Rabehl war immer ein Wanderer zwischen den Gegensätzen – und eine Spielernatur dazu. Beides war ihm buchstäblich in die Wiege gelegt. Mitten im Krieg, 1944, lässt die Mutter sich scheiden. Der Vater, Stabsfeldwebel im Sanitätsdienst und Glücksspieler, setzt sich beizeiten nach Westen ab. Die Familie bleibt zurück im brandenburgischen Rathenow. Eine Entscheidung, die den politischen Werdegang Rabehls entscheidend prägen wird.“

In einem Interview für secret TV mit dem häufig wegen geschichtsrevisionistischer Film-Produktionen kritisierten Michael Friedrich Vogt erinnerte sich Rabehl 2007 an frühe Prägungen zur „nationalen Frage“. Er zitiert in dem Interview ein Lied von Bertolt Brecht, das zu seiner FDJ-Zeit gesungen wurde: „Adenauer, Adenauer zeig Deine Hand, für 30 Silberlinge verkaufst Du unser Land.“
Nach zwei Semestern Studium der Agronomie an der Humboldt-Universität zu Berlin flüchtete Rabehl 1960 nach West-Berlin und begann an der Freien Universität Berlin Soziologie und Philosophie zu studieren. Nach dem Mauerbau brachte er – gemäß seinen Lebensläufen – als Fluchthelfer Freunde und Bekannte aus der DDR in den Westen.
Der Mauerbau 1961 war ein entscheidendes Ereignis nicht nur für Rabehls Haltung zum Osten, sondern auch für seine Haltung zum Westen. In einem 1968 publizierten Aufsatz schrieb er, dass „die gutgläubigen Studenten und die Arbeiterjugend“ – darunter Rudi Dutschke und er selbst – versucht hätten, die Mauer zu stürmen. „Sie fälschten Pässe, gruben Tunnel, zerschnitten Zäune oder malten ihre Parolen von der Freiheit an den Zement … Die Ernüchterung folgte schnell und zog die Erkenntnis nach sich, dass der Mauerbau mit Zustimmung der USA stattgefunden hatte.“ Die Vereinigten Staaten von Amerika hätten sich mit dieser Bestätigung der Verabredungen der Teheran-Konferenz, der Konferenz von Jalta und der Potsdamer Konferenz gleichzeitig darauf festgelegt, „ungestört die Befreiungsbewegungen in der Dritten Welt zu zerschlagen“. Auch die Haltung der bundesdeutschen Politiker zum Mauerbau habe erkennen lassen, „dass sie nicht zur ‚entscheidenden Tat‘ bereit waren“, das Mittel des Krieges sei ihnen „durch die innerkapitalistische Machtaufteilung nach dem Zweiten Weltkrieg verwehrt“ gewesen.
Rabehl war in den sechziger Jahren ein enger Freund und Wegbegleiter Dutschkes. 1962 stießen sie gemeinsam zur Gruppe „Subversive Aktion“, die von Dieter Kunzelmann und anderen in München gegründet worden war. Die Gruppe hatte Außenstellen in Tübingen, Stuttgart, Frankfurt am Main und in West-Berlin. Sie machte mit künstlerisch provokativen Aktionen auf sich aufmerksam.
Im Rückblick (1988) schilderte Rabehl seine eigene Situation und die Dutschkes in dieser Gruppe so:

„Wir lesen jetzt hier im Westen erst einmal die Kritiken an der DDR, weil wir noch zu sehr DDR’ler sind. Wir lesen Trotzki, wir lesen Bakunin, wir lesen Carola Stern; kurzum alle Sachen, die sich mit der Frage auseinandersetzen, was das eigentlich für eine Gesellschaft ist, aus der wir kommen. Und gleichzeitig bemühen wir uns, den Westen kennenzulernen. So treffen sich also ästhetisch-künstlerische Eklektiker mit politisch-entwurzelten Eklektikern. Denn Eklektiker waren wir auch, d. h., wir hatten keine feste Weltanschauung, wir haben uns nur Bruchstücke genommen. Und wir diskutieren jetzt darüber, was eigentlich zu machen ist oder ob nichts zu machen ist.“

### Sozialistischer Deutscher Studentenbund, Verhältnis zu Dutschke
1965 trat Rabehl zusammen mit Dutschke dem SDS bei. Wie Reinhard Strecker in einem Interview zeigte, führte der Einfluss von Dutschke, Rabehl und weiteren Personen im SDS dazu, dass dessen Initiativen, die NS-Vergangenheit der Bundesrepublik aufzuarbeiten, mehr oder minder aufgegeben wurden.
In den Jahren 1967/68 war Rabehl im Bundesvorstand des SDS tätig. Intern ließ er bereits 1967 ein Papier zirkulieren, in dem er die Übertragung des so genannten „Befreiungsnationalismus“ Frantz Fanons auf die deutschen Verhältnisse vorschlug. In diesem Papier hieß es:

„Die marxistische Linke muß Ansätze des Nationalismus weitertreiben, gerade auf den neuralgischen Punkt, daß Deutschland geteilt wurde durch den Bundesgenossen USA, der diese Teilung ab Teheran  sanktionierte. […] Der Nationalismus in dieser Form ist eine Art Sammlung, schafft ein Bündnis zwischen den einzelnen Sozialisten, die dadurch politisch wirksam werden können.“

In den Jahren 1969/70 war Rabehl einer der Initiatoren der sogenannten Ruhrkampagne. Dies war zunächst nur ein Lesezirkel, der das Ruhrgebiet für die revolutionären Studenten erobern wollte, allerdings wollte man erst ein Lenin- und Stalin-Lektüreprogramm absolvieren, vor Ort Erkundigungen einziehen und eine Orts- und Klassenanalyse anfertigen. In diesem Kontext entstand Rabehls Schrift über die DKP. Die Ruhrkampagne kam nie im Ruhrgebiet an. Ein Teil der Aktivisten gründete später die KPD/ML; Rabehl gehörte nicht zu ihnen.
Im Jahr 1973 schloss Rabehl seine Dissertation ab. Dutschkes Witwe Gretchen Dutschke-Klotz berichtet in der Biografie über ihren Mann, es sei über die Arbeit zu einem schweren Konflikt zwischen ihm und Rabehl gekommen. Dutschke habe darauf bestanden, Rabehl habe von ihm für seine Dissertation die Idee der Analyse der Sowjetunion als zeitgenössische „asiatische Produktionsweise“ mehr oder minder abgeschrieben. Rabehl bestreitet das.
In den 1970er Jahren war Rabehl Mitglied der Redaktionskonferenz der Zeitschrift Probleme des Klassenkampfs und des Rotbuchkollektivs. Zu den Folgen gehörte ein langjähriges Einreiseverbot in den Ostblock. Zwischen 1973 und 1984 arbeitete er zunächst als Mitarbeiter und Dozent am Soziologischen Institut der Freien Universität Berlin. Danach war er mehrere Jahre als Gastprofessor an der Bundesuniversität von Campina Grande (Brasilien) tätig. Neben zahlreichen Artikeln veröffentlichte er mehrere Monographien zu Marxismus und Arbeiterbewegung. Nach seiner Rückkehr lehrte er wieder am Soziologischen Institut und forschte zugleich am Zentralinstitut für sozialwissenschaftliche Forschung (ZI 6 bzw. ZISOWIFO), zuletzt am Otto-Suhr-Institut der Freien Universität Berlin. Zusammen mit Siegward Lönnendonker und Jochen Staadt veröffentlichte er in diesem Zusammenhang in dem von der VolkswagenStiftung geförderten „SDS-Projekt“ Beiträge zu einer Geschichte des SDS. Rabehl beschrieb in den Beiträgen zu diesem Projekt den SDS vor allem als „Provokationselite“. Er stellte auch die Verschiedenheit der Interessen von Flüchtlingen aus der DDR und „Westlern“ im SDS heraus. Rudi Dutschkes Hauptinteresse habe demnach nicht, wie bei den „Westlern“, dem „Internationalismus“, sondern der „Deutschen Frage“ gegolten. Deutschland sei für Dutschke und andere „DDR-Abhauer“ im SDS ein von den Besatzungsmächten in Unfreiheit gehaltenes Land gewesen. Nach dem Zusammenbruch der DDR arbeitete Rabehl im Forschungsverbund SED-Staat unter anderem zur Einflussnahme des MfS und des Verfassungsschutzes auf den SDS.

### Hofgeismarer Kreis
Rabehl war 1992 an der Gründung des Hofgeismarer Kreises, einer deutschnationalen Vereinigung innerhalb der Jusos im Umfeld des Junge-Freiheit-Autors und Leipziger Juso-Vorsitzenden Sascha Jung, beteiligt.

### Wendepunkt: „Danubia-Rede“
Ende 1998 hielt Bernd Rabehl in München eine Rede vor der Burschenschaft Danubia. Dort warnte er unter anderem vor einer kulturellen „Überfremdung“ Deutschlands, die bereits jetzt bürgerkriegsähnliche Zustände und den Terrorismus in Deutschland und Europa befördere. Darüber hinaus behauptete er in seinem Vortrag, dass die „Antifa-Linke“ und „bestimmte Medien im In- und Ausland“ dieses Thema tabuisierten:

„Dieses Problem der Überfremdung und der Auflösung einer nationalen oder städtischen Kultur soll in Deutschland nicht thematisiert werden. Die Antifa-Linke steht hier bewußt in einem Bündnis mit bestimmten Medien im In- und Ausland, die deutsche Kulturintelligenz einzubinden, bestimmte Fragen nicht zu stellen. Würde dieses Anliegen einer Tabuisierung der ‚deutschen Frage‘ im Zusammenhang von Zuwanderung und ‚Überfremdung‘ aufgehen, wären auch die herrschenden Machteliten handlungsunfähig, die auf die Kritik und die Stimmungen im Lande angewiesen sind. Bei dieser Unbeweglichkeit in der nationalen Frage würden Extrempositionen irgendwann wie ein Rettungsanker wirken: etwa die Massenarbeitslosigkeit und die innere Zerrissenheit des Landes über eine Diktatur zu lösen.“

Über Horst Mahler gelangte die Rede an die Wochenzeitung Junge Freiheit und wurde dort mit etlichen inhaltlichen Änderungen veröffentlicht, ohne dass redaktionell auf diese Veränderungen hingewiesen worden wäre. Rabehl kritisierte in einem Brief an die Redaktion die unautorisierte Veröffentlichung. Die wesentlichen Inhalte des Redetextes selbst bestritt er nicht. In der Folge schrieb er weiterhin zu verschiedenen Themen in der Jungen Freiheit. Nach der Publikation der Rede wurden Rabehl völkischer Nationalismus und sekundärer Antisemitismus vorgeworfen. Er wies dies als Denunziation zurück. Die in der Rede enthaltene nationalrevolutionäre Deutung der Revolte von 1968 und insbesondere der Person Dutschkes wurde von Kollegen, Freunden und Linken als rechtsradikales „coming out“ von Rabehl interpretiert.
Die Berliner Zeitung berichtete, Rabehl habe bei einer Diskussion mit SDS-Veteranen gesagt, er habe selbst festgestellt, dass der Text der Nazi-Sprache sehr nahe käme. Die Zeitung zitierte Rabehl mit den Worten: „Oh, das ist ja LTI-Sprache, die Sprache des Dritten Reichs.“ Er wolle jedoch, so die Berliner Zeitung, von diesem Text inhaltlich nichts zurücknehmen.
Nach dem Vortrag vor der Burschenschaft Danubia radikalisierte Rabehl seine Anschauungen zusehends. Insbesondere rückte eine angebliche „Auschwitz-Keule“ immer mehr ins Zentrum seiner Überlegungen. In einem Interview mit der Jungen Freiheit sagte Rabehl:

„Mittels des Antisemitismus-Tabus lässt sich der Gegner am leichtesten stigmatisieren, isolieren und gesellschaftlich vernichten. Die sogenannte Auschwitz-Keule ist die Superwaffe im Arsenal der politisch korrekten Linken in Europa und Nordamerika. Dazu gesellt sich leider die Instrumentalisierung des Antisemitismus-Tabus durch den Staat Israel.“

Rabehl sah und sieht sich absichtlich missverstanden. Man wolle ihn, so formulierte er es in mehreren Veröffentlichungen, zerstören. In einem Essay zu Rudi Dutschke deutete er die heftige Kritik, der er sich seit seinem Vortrag vor der Burschenschaft Danubia ausgesetzt sah, als üble Kampagne, an der sich „Spitzel und Zuträger von MfS und HVA“ sowie „Profiteure und Parasiten aus dem Kulturbetrieb“ beteiligten. „Die Regie“, so schreibt Rabehl, „verwies nicht auf Antifa-Sekten, sondern auf ausländische Geheimdienste.“
Im Januar 2000 erschienen offene Briefe des Politologen Andrei S. Markovits in der gewerkschaftsnahen Zeitschrift Express und im Tagesspiegel. Am 10. Februar entband die gewerkschaftsnahe Hans-Böckler-Stiftung Rabehl von seiner Funktion als Vertrauensdozent.
Rabehl trat 2000 aus dem DGB aus und schloss sich später dem Deutschen Handels- und Industrieangestellten-Verband (DHV) im CGB an. Aus diesem wurde er 2005 ausgeschlossen.

### NPD, DVU und Konflikt mit dem Otto-Suhr-Institut

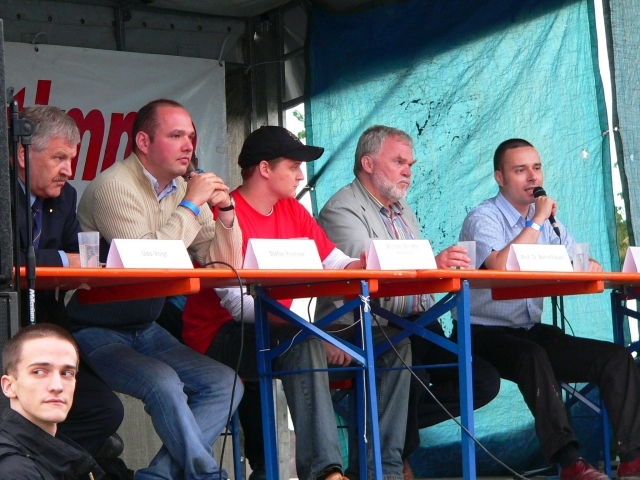
Bernd Rabehl (Podium, 2. v. r., zusammen mit dem NPD-Vorsitzenden Udo Voigt, l., und dem JN-Bundesvorsitzenden Stefan Rochow, 2.v.l.) am 5. August 2006, Diskussion im Rahmen des Pressefestes der Deutschen Stimme in Dresden-Pappritz

In einem Interview mit der NPD-Zeitung Deutsche Stimme vom März 2005 sagte Bernd Rabehl zu der Kritik, dass er sich, ähnlich wie Horst Mahler, von einem linksradikalen Kritiker der Bundesrepublik zu einem rechtsradikalen Opponenten entwickelt habe: „In letzter Konsequenz bin ich meinem Denken von damals treu geblieben, nur dass sich inzwischen die politischen Positionen verschoben haben. Was früher als ‚links‘ angesehen wurde, gilt heute als ‚rechts‘.“ Rabehl wiederholte in dem Interview außerdem viele seiner Thesen aus der Danubia-Rede.
Das Otto-Suhr-Institut der Freien Universität Berlin versuchte, ihm als Reaktion auf dieses Interview die Lehrbefugnis zu entziehen. Die NPD kritisierte diesen Versuch; in einer Presseerklärung der Partei vom 18. Mai 2005 hieß es, man sähe nach „den Kampagnen gegen den Bundestagsabgeordneten Martin Hohmann, den Brigadegeneral Reinhard Günzel und den ehemaligen stellvertretenden Bundeskanzler Jürgen Möllemann“ in den „Drohungen“ gegen Bernd Rabehl „ein weiteres besorgniserregendes Zeichen für die dramatische Krise der Meinungs- und Gewissensfreiheit in Deutschland.“
Der Geschäftsführer des Otto-Suhr-Instituts, Bodo Zeuner, begründete dagegen diesen Versuch in einem von der Berliner Tageszeitung Der Tagesspiegel teilweise wiedergegebenen Brief vom 20. Mai 2005 an Rabehl. Darin schrieb er, dass Rabehl „rechtsextreme und völkisch-nationalistische Thesen zur angeblichen Überfremdung, zu angeblichen Verschwörungen internationaler Geheimdienste und Geheimgesellschaften, zur angeblich planmäßigen Zerstörung einer deutschen nationalen Identität und Kultur“ übernehme. Wer wie Rabehl über völkisch-nationalistische Konzeptionen nachdenke und die wissenschaftlichen Kenntnisse über den Zusammenhang dieses Denkens mit der mörderischen NS-Herrschaft nicht reflektiere, betreibe „keine Politikwissenschaft auf dem ethischen und kognitiven Standard, den der FB Politik- und Sozialwissenschaften von seinen Dozenten verlangen muss und zu Recht verlangt.“
Am 8. Juni 2005 verteidigte Rabehl seine politischen Positionen während eines Vortrages vor der Fraktion der NPD im Sächsischen Landtag und am 9. Juni 2005 auf einer Pressekonferenz mit der NPD-Landtagsfraktion. Als sich der Entzug der Lehrbefugnis als juristisch unmöglich herausstellte, beschloss das Otto-Suhr-Institut der Freien Universität Berlin, Rabehl keine Lehraufträge mehr zu erteilen und ihn nicht mehr an Prüfungen teilnehmen zu lassen. Die Rechtsabteilung der Universität erwirkte jedoch, Lehrveranstaltungen Rabehls wieder zuzulassen; diese fanden dann allerdings außerhalb des prüfungsrelevanten Kanons statt.
Im Jahr 2006 war Rabehl bei der DVU-Fraktion im Landtag Brandenburg zu Gast und trat auf einer Fraktionssitzung auf. Sein Thema waren Theorie und Praxis der 68er. Bei der Wahl zur Bremischen Bürgerschaft 2007 kandidierte Rabehl auf dem 6. Listenplatz der rechtskonservativen Liste Bremen muß leben von Joachim Siegerist erfolglos für die Bremische Bürgerschaft.
In den Jahren 2005/06 wirkte Rabehl auch als Interviewpartner an einem Film anlässlich des 60. Jahrestages der Nürnberger Prozesse mit. Der Film wurde von Michael Friedrich Vogt produziert. In einem Interview, das der DVD als Bonusmaterial beigegeben ist, äußert sich Rabehl zu den Nürnberger Prozessen. Hier hätten „Killer über Killer zu Gericht“ gesessen. Der Prozess sei lediglich eine „Farce“ gewesen. In den anderen Interviews zu diesem Film kommen mit Alfred de Zayas, Franz W. Seidler und Alexander von Stahl durchweg Publizisten zu Wort, die für ihre geschichtsrevisionistischen Thesen bezüglich Deutschland bekannt sind.
Rabehl trat seit 2005 bei verschiedenen Veranstaltungen der NPD auf. In Sachsen und Mecklenburg-Vorpommern wurde er von den jeweiligen Landtagsfraktionen der Partei auch als Sachverständiger für Fragen der Landesverfassung benannt. Befragt, was diese Auftritte bei der NPD zu bedeuten hätten, sagte er gegenüber Spiegel Online, er plane eine wissenschaftliche Arbeit über die NPD und wolle sich auf diese Weise seinem Forschungsobjekt nähern. Den Titel dieser Arbeit gab Rabehl mit Die Faschismusjäger, der „europäische Faschismus“ und die NPD an. Einen Aufsatz Rabehls mit diesem Titel publizierte die NPD-Landtagsfraktion Sachsen 2005. Wie weit Rabehl sich inzwischen mit der NPD identifiziert, wurde am 10. Januar 2009 deutlich. Rabehl hielt beim Neujahrsempfang der NPD-Landtagsfraktion in Sachsen eine der Festreden. Er kritisierte dort das internationale Finanzsystem und konstatierte den Untergang der deutschen Sprache und Kultur, des Bildungssystems und der deutschen Stadt.
Rabehl tritt auch bei nationalistischen und rechtsextremen Organisationen in anderen europäischen Ländern auf. Am 8. Februar 2009 referierte er zum Beispiel vor der Ortsgruppe Langenthal der Partei National Orientierter Schweizer (PNOS), die 2001 vom Schweizer Bundesamt der Polizei als rechtsextreme Organisation eingestuft wurde, mittlerweile jedoch als Gruppierung der Neuen Rechten gilt. Rabehl führte in seinem Vortrag aus, so referiert es die Website der Organisation, dass es „natürlich ein erklärtes Ziel der Herrscher“ sei, „jene Kräfte gegeneinander aufzuhetzen, die sich gegen die US-amerikanische Hegemonie zur Wehr setzten. Eine Querfront, so Rabehl, wäre einzig und allein in der Lage, überhaupt etwas zu bewegen.“

### Kandidatur zum Bundespräsidentenamt
NPD und DVU hatten ursprünglich die Zusage von Rabehl, dass er bereit wäre, als ihr gemeinsamer Kandidat für das Bundespräsidentenamt zu kandidieren. Rabehl zog seine Zusage jedoch kurz vor der am 8. März 2009 geplanten Nominierung zurück. Holger Apfel, damals stellvertretender Bundesvorsitzender der NPD, erläuterte in einem Internetforum, Rabehl habe seine ursprüngliche Zusage zur Kandidatur aus gesundheitlichen Gründen zurückgezogen. Die in verschiedenen Medien veröffentlichten politischen Begründungen Rabehls, in denen er grundlegende Differenzen zu NPD und DVU hervorhob und erklärte, er wolle nicht in einer „Marionettenrolle“ auftreten, seien nachgeschoben, Rabehl habe offenbar der Mut verlassen. Noch am 6. März habe Rabehl der NPD einen Beitrag zugesandt, der auf einer für seine Kandidatur vorbereiteten Internetseite veröffentlicht werden sollte.
In dem Beitrag für die geplante Internetseite, den Holger Apfel zugänglich machte, schrieb Rabehl:

„Als DVU und NPD auf mich zutraten, für das Amt des Bundespräsidenten zu kandidieren, zögerte ich lange Zeit. Ich fürchtete Schikanen und Medienkampagnen. Nach 1989 zeigt sich diese Republik unfrei, rücksichtslos und gewalttätig. Das Recht auf freie Meinung wird nicht gewahrt und mancher Verweis auf den Verlust von Recht und Gerechtigkeit in diesem Land wird mit dem Faschismusvorwurf gekontert. Um mich nicht in die Sprachlosigkeit oder in einen stummen Opportunismus zu flüchten, nahm ich schließlich das Angebot der beiden Außenseiterparteien an. Außerdem war wichtig, dass ein ehemaliger ‚Ostler‘ sich für dieses Amt bewarb.“

Entgegen seinem Rückzug von der Kandidatur zum Bundespräsidentenamt hat Rabehl sich offenbar mit NPD und DVU nicht überworfen. Die DVU veröffentlichte in ihrer National-Zeitung mehrere Aufsätze von ihm. Die NPD äußerte Verständnis für seinen Rückzug.   Rabehl, der bislang auf die Frage nach den Gründen seiner Auftritte bei DVU und NPD immer geantwortet hatte, er wolle schließlich genau kennen, was er erforsche, bezeichnet in seinem Beitrag für die National-Zeitung vom 17. April 2009 die Zusammenarbeit mit NPD und DVU und die dann letztlich doch zurückgezogene Kandidatur für das Bundespräsidentenamt nun ausdrücklich als „Experiment“.
Bernd Rabehl ist pensioniert und lebt als freier Autor in Berlin. Er unterhält ein eigenes Blog. Zu seiner politischen Orientierung erklärte er einem Reporter der Zeit 2011: „Ich bin rechts, weil es keine Linke mehr gibt.“

## Publikationen
- Notizen zum Problem: Marxismus und Nationalismus. o. O. u. J.
- Von der antiautoritären Bewegung zur sozialistischen Opposition. In: Uwe Bergmann u. a. (Hrsg.): Rebellion der Studenten oder Die neue Opposition. Reinbek 1968.
- Parlamentarismusdebatte 2, Die DKP eine neue sozialdemokratische Partei. Underground Press 1969
- Lenin. Revolution und Politik. Aufsätze von Paul Mattick, Bernd Rabehl, Juri Tynjavow und Ernest Mandel, Frankfurt am Main, 1970.
- Eine Reise in die DDR. Gespräche und Notizen. in: Kursbuch Nr. 30, 1973, S. 37–51.
- Marx und Lenin. Berlin 1973.
- Geschichte und Klassenkampf. Berlin 1973.
- Preobrashenskijs Theorie der „neuen Ökonomik“ beim Aufbau des Sozialismus. In: E. Preobrashenskij: Die sozialistische Alternative: Berlin 1974.
- Der „neue“ Staat und die Keimformen einer „neuen“ Klasse in der Sowjetunion. In: Rudi Dutschke u. a. (Hrsg.): Die Sowjetunion, Solschenizyn und die westliche Linke. Reinbek 1975.
- Die Kontroverse innerhalb des russischen Marxismus über die asiatischen und westlich-kapitalistischen Ursprünge der Gesellschaft, des Kapitalismus und des zaristischen Staates in Russland. In: Karl Marx: Die Geschichte der Geheimdiplomatie des 18. Jahrhunderts. Berlin 1977.
- Auf dem Wege in die nationalsozialistische Diktatur. In: M. Scharrer (Hrsg.): Kampflose Kapitulation. Hamburg 1984.
- Demokratisierung als Redemokratisierung. In: Liberal: Heft 1, Berlin 1984.
- (u. a.:) Arbeiterbewegung, Populismus und neue soziale Bewegungen. In: Rolf Ebbighausen u. a. (Hrsg.): Das Ende der Arbeiterbewegung in Deutschland. Opladen 1984.
- Bedeutung der Bundesassistentenkonferenz aus der Sicht der Studentenbewegung. In: Stephan Freiger, Michael Groß und Christoph Oehler (Hrsg.): Wissenschaftlicher Nachwuchs ohne Zukunft. Kassel 1986
- Marxismus heute, toter Hund oder Pudels Kern?. Frankfurt 1986
- (u. a.:) Provokationselite. Manuskript, Berlin 1986
- Geschichte wird gemacht, es geht voran. In: Verein Kritische Sozialwissenschaft und Politische Bildung (Hrsg.): Linke Spuren. Wien 1987
- Der Sozialistische Deutsche Studentenbund. In: Haus der Gewerkschaftsjugend (Hrsg.): Zwischen Kooperation und Konfrontation. Marburg 1988.
- Am Ende der Utopie. Berlin 1988.
- National-revolutionäres Denken im antiautoritären Lager der Radikalopposition von 1961 bis 1980. In: Junge Freiheit 18. Dezember 1998, wir selbst 3–4/1998, Mitteilungen der Gesellschaft für Kulturwissenschaft, Juni 1999.
- Feindblick, Der SDS im Fadenkreuz des „Kalten Krieges“ (Memento vom 7. Februar 2008 im Internet Archive). Berlin 2000.
- Rudi Dutschke. Edition Antaios, Dresden 2002.
- (u. a.:) Die antiautoritäre Revolte (Memento vom 29. September 2007 im Internet Archive). Wiesbaden 2002.
- Die Faschismusjäger, der „europäische Faschismus“ und die NPD. In: NPD-Fraktion im sächsischen Landtag (Hrsg.), Die ganz linke Tour (Beiträge zur sächsischen Landespolitik, Heft 7), o. O. o. J. (Dresden 2005), S. 31ff (Referat vor der NPD-Landtagsfraktion Sachsen, 8. Juni 2005)
- Linke Gewalt, Edition Antaios, Schnellroda 2007.
- Apocalypse Now – der Niedergang der nordamerikanischen Großmacht, in: Luge, Heiko (Hrsg.): Grenzgänge - Liber amicorum für den nationalen Dissidenten Hans-Dietrich Sander, Ares Verlag, Graz 2008.
- Mein Freund Rudi Dutschke, Doppel-CD, Polar Film und Medien GmbH, Gescher 2008.
- American Democratic Dictatorship is Merely Another Form of Fascism, Interview mit Bernd Rabehl von Nikola Zivkovic in: DE(construct).net vom 15. Mai 2009.
- Die Furie des Bösen in der modernen Gesellschaft, in: hier und jetzt, radikal rechte zeitung, vom 27. Juli 2010.
- Die Linke und die nationale Frage in Europa, in: Anschläge, Netzjournal, vom 12. Oktober 2010, ursprünglich erschienen als Teil eines Interviews von Milo Lompar mit Bernd Rabehl in der Belgrader Zeitung „Peschat“.